# 藤原寛子 (藤原道長女)
藤原 寛子（ふじわら の かんし/ひろこ、長保元年（999年） - 万寿2年7月9日（1025年8月5日））は、藤原道長の三女。母は源明子（高松殿）。敦明親王（小一条院）妃。別名高松殿女御。なお、長和2年9月16日（1013年10月23日）に道長の娘たちが叙位された件について『御堂関白記』には、提子、『小右記』には媞子（ていし/やすこ）という名称で登場（従三位に叙任された）しており、寛子は後の改名であったと考えられている。

## 生涯
寛弘6年（1009年）に着裳の儀式を行い、従四位上を叙される。長和2年（1013年）東宮（敦成親王）の御匣殿となり従三位に昇進。寛仁元年（1017年）11月22日、敦明親王と結婚し、母が住む近衛御門を居所とする。同2年（1018年）に儇子内親王、治安3年（1023年）に敦元親王を産む。万寿2年（1025年）、27歳で薨去。
三条天皇の死後、自ら皇太子を退いた敦明親王への返礼の意味も兼ねて、道長は娘寛子の婿に親王を迎えた。しかし既に皇子をもうけていた妃延子とその父藤原顕光は激しい嘆きのうちに相次いで死去し、後に病に倒れた寛子の臨終には二人の怨霊が現れたという（『栄花物語』巻二十五）。